# My Fare Lady
«My Fare Lady» (укр. «Моя тарифікована леді») — чотирнадцята серія двадцять шостого сезону мультсеріалу «Сімпсони», прем'єра якої відбулась 15 лютого 2015 року у США на телеканалі «Fox».

## Сюжет
Мардж пробуджує Гомера, щоб він завіз дітей по їхніх справах. Щоб уникнути завдання, Гомер втікає до таверни Мо, щоб «напитися» і не їздити на авто. Через це Мардж змушена сама завезти дітей.
У барі Мо розповідає Гомеру, Ленні та Карлу, що від Третього Номера Мела отримав квитки на театральне шоу Лейні Фонтейн. Хлопці закликають Мо піти, хоча він переживає за безпеку бару, поки його немає. Для цього Гомер погоджується замінити бармена на ніч.
Тим часом, виконавши завдання по завозу дітей, Мардж натрапляє на посмішку «Нам по дорозі». Водій працює у «соціальному медіасервісі із перевезень» (НЕ таксі). Він заохочує Мардж приєднатися, на що вона з радістю погоджується. Однак, вона швидко нудьгує від перевезень часом надокучливих жителів Спрінґфілда.
Допоки Мо розважається на виставі, Гомер, Ленні та Карл розробляють план отримання грошей за бар. Вони влаштовують ніч з безплатними напоями для дівчат, оскільки це залучить чоловіків купувати пиво. Однак, схема дає зворотний результат, оскільки жоден чоловік не заходить у бар. Крім цього, жінки ще й влаштовують розгром таверни. Після шоу Мо повертається з Лейні Фонтейн до бару, але він зруйнований. Лейні залишає Мо (бо він на самому дні), а хлопці вибачаються перед Мо і пропонують йому роботу на Спрінґфілдській атомній електростанції.
Спочатку містер Бернс пропонує Мо посаду прибиральника. Однак, Мо швидко дратує нового боса, і той вже його звільняє… Однак, коли Мо заважає комісії з атомної енергетики зупинити електростанцію через невиконання вимог, Бернс підвищує його до супервізора у секторі 7G. Мо незабаром злить Гомера та хлопців, коли принижує їх (виконуючи свою роботу), змушуючи відректися від нього як від свого друга.
Коли Мардж підвозить Мо до його таверни, Мардж каже йому кинути роботу, і вона також кине свою. Приїхавши до бару, їх зустрічають розлючені таксисти. Вони намагаються вбити Мардж, але Мо зупиняє їх, погрожуючи вбити всіх рушницею. Мардж дарує таверні посмішку «Нам по дорозі». Зрештою, Мо з друзями повертаються до таверни.
У фінальній сцені Мо відпочиває у своєму барі, однак посмішка повідомляє, що він «не сам»…

## Цікаві факти і культурні відсилання
- Після кінцевих титрів творців заставки показане фото двох з них і напис «Paul Robertson and Ivan Dixon (Jeremy not pictured with „excuse“ that his wife is having a baby)» (укр. Пол Робертсон і Айван Діксон (Джеремі не зображений із «виправданням», що його дружина народжує дитину)).

## Ставлення критиків і глядачів
Під час прем'єри серію переглянули 2,67 млн осіб з рейтингом 1.1, що зробило її найпопулярнішим шоу на каналі «Fox» тієї ночі, однак найменш популярною серією загалом на той час.
Денніс Перкінс з «The A.V. Club» дав серії оцінку B сказавши, що серія «хоча і не сфокусована, як багато сучасних епізодів, і частково базується на забутому поп-захопленні, але все ж розважає завдяки виконанню Генка Азарії як улюбленого і найменш улюбленого бармена Мо».
2015 року Тресс Мак-Нілл було номінувано на премію «Еммі» за «Найкраще озвучування» у цій серії. Це була її перша номінація.
Згідно з голосуванням на сайті The NoHomers Club більшість фанатів оцінили серію на 4/5 із середньою оцінкою 3,23/5.